# Castra
l castra (al singolare anche castrum, in italiano castro) erano gli accampamenti fortificati nei quali risiedevano, in forma stabile o provvisoria, le unità dell'esercito romano, come per esempio le legioni. Erano di forma rettangolare e intorno a essi quasi sempre venivano edificati numerosi sistemi difensivi. Il termine è stato utilizzato fino al basso medioevo per indicare un luogo fortificato, ovvero anche un abitato con fortificazioni, ed è stato ripreso in varie forme nel nome di numerose città.

## Etimologia dicastra
Deve essere notato che l'utilizzo del termine castra (in latino corrispondente al caso nominativo plurale neutro di castrum), anche per il singolare, ha un'accezione chiaramente militare come riferisce il grammatico Servio, mentre castrum può essere adoperato ambiguamente anche per opere civili con scopi di protezione. Sarebbe pertanto adeguato l'utilizzo del solo termine castra al singolare come al plurale per le installazioni di tipo militare come fortemente consigliato da Le Bohec e Rebuffat.

## Campo repubblicano

### Accampamenti da marcia (castra aestiva) secondo Polibio (fine III secolo a.C.)
Si racconta che l'esercito romano, dovendo condurre campagne militari sempre più lontane dalla città di Roma (a partire dalla fine del IV-inizi del III secolo a.C.), fu costretto a trovare delle soluzioni difensive adatte al pernottamento in territori spesso ostili. Ciò indusse i Romani a creare, sembra a partire dalle guerre pirriche, un primo esempio di accampamento militare da marcia fortificato, per proteggere le armate romane al suo interno.
(Sesto Giulio Frontino, Strategemata, IV, 1.14.)
Il primo castra romano da marcia o da campagne militare (castra aestiva), è descritto dallo storico Polibio. Esso presentava una pianta quadrata e una struttura interna adoperata anche nella pianificazione delle città: strade perpendicolari tra loro (chiamate cardo e decumano) che formavano un reticolato di quadrilateri. Polibio aggiungeva:
(Polibio, VI, 42.1-2.)

#### Scelta del luogo
Una volta che l'esercito in marcia si avvicinava al luogo in cui porre il proprio accampamento, un tribuno insieme ad un gruppo di centurioni, a cui normalmente era affidato questo compito, andavano in perlustrazione e ispezionavano attentamente l'intera area. Trovato il luogo adatto, stabilivano in primis dove piantare la tenda del comandante (praetorium) e lungo quale lato accampare le legioni. Subito dopo provvedevano a misurare l'area del praetorium; poi indicavano una linea lungo la quale porre le tende dei tribuni e dei praefecti sociorum , e una linea parallela a questa, dove le legioni dovevano costruire i propri alloggi. Contemporaneamente misuravano e tracciano altre linee, dalla parte opposta del praetorium, dove andavano posizionati i contingenti di extraordinarii.
Queste operazioni erano compiute in breve tempo, poiché gli intervalli erano sempre gli stessi. A questo punto piantavano una prima insegna nel luogo dove doveva essere innalzata la tenda del console; una seconda sul lato di questa (a 100 piedi dalla prima); una terza, lungo la linea dove porre le tende dei tribuni (a 50 piedi dalla seconda) e una quarta (a 100 piedi dalla terza), dove accampare le legioni. Le ultime tre insegne erano di colore rosso, mentre quella del console era bianca. Dall'altra parte del praetorium, a volte piantano delle semplici lance, a volte delle insegne di un altro colore.
Una volta portate a termine queste azioni, si procedeva a misurare le viae e su ciascuna di queste venivano piantate delle lance. In questo modo, quando le legioni in marcia si avvicinavano al luogo destinato all'accampamento, tutto risultava visibile ed evidente, in modo tale che ciascuno fosse in grado di individuarne il proprio settore di appartenenza e iniziare a costruirvi i propri alloggi senza commettere errori di identificazione del luogo a lui preposto.

#### Comando e ufficiali superiori

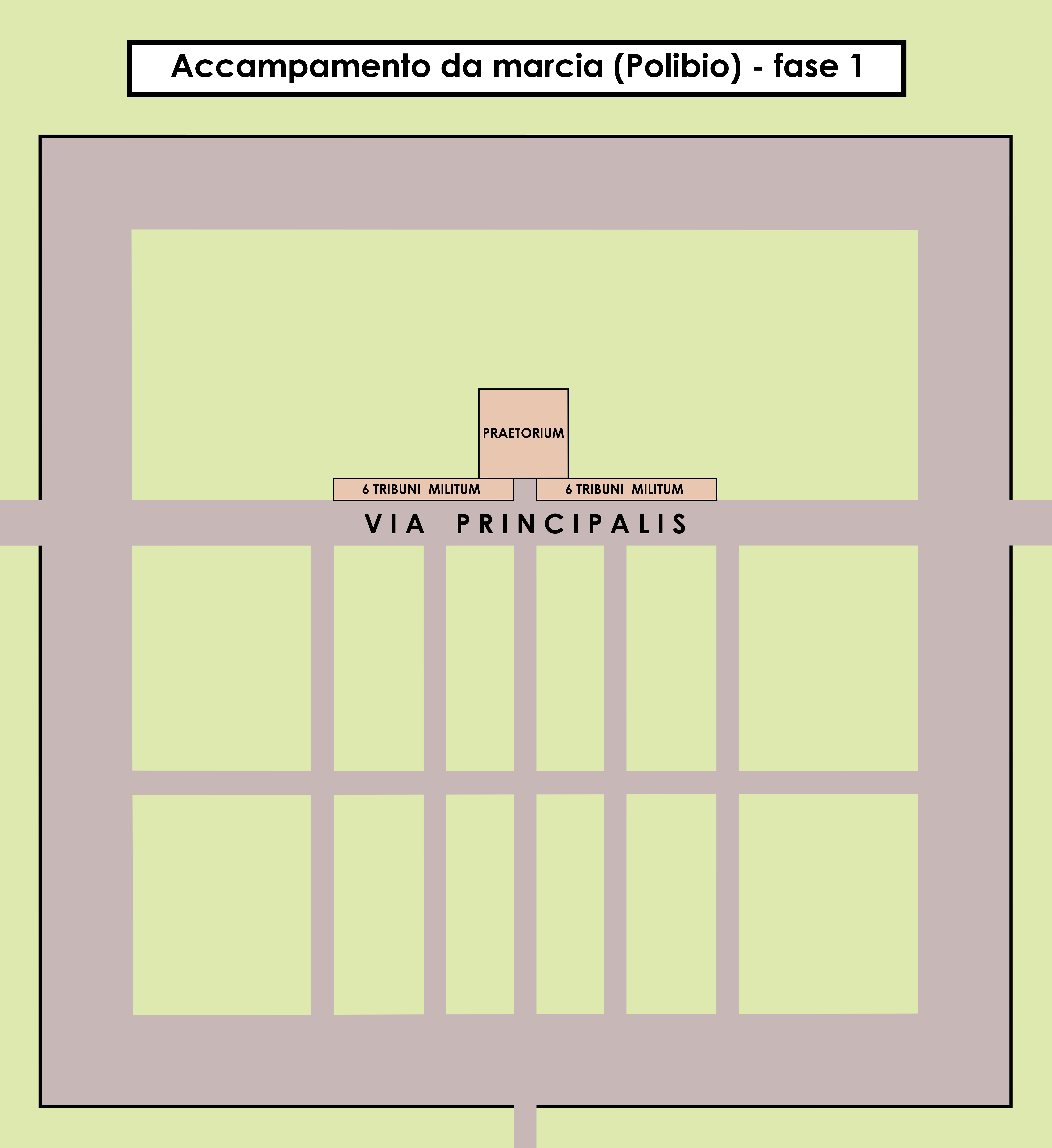
Secondo Polibio, la costruzione di un accampamento romano da marcia per due legioni prevedeva per prima cosa la disposizione della tenda del comandante (praetorium) e di quelle dei 12 tribuni militari.

Una volta scelto il luogo dove porre l'accampamento, si iniziava dalla tenda del comandante (praetorium), che doveva sorgere nella zona più adatta a controllare l'intero campo e a trasmettere gli ordini. Collocata un'insegna dove si aveva intenzione di piantare la sua tenda, questa era delimitata intorno da un'area a forma di quadrato, in modo che tutti i suoi lati fossero distanti dall'insegna 100 piedi tolemaici (= 120 piedi romani, pari a 35,52 metri) e che la sua superficie fosse di quattro pletri (pari a 5.046 metri quadrati). Lungo poi un lato di questo quadrato, quello nella cui direzione vi fosse un luogo adatto al rifornimento di acqua e di foraggio, erano disposte le legioni romane.
Poiché in ciascuna legione vi erano sei tribuni e ciascun console comandava due legioni, era evidente che alle dipendenze di ogni console vi fossero dodici tribuni. Le loro tende erano, quindi, collocate su un'unica linea retta parallela al lato del quadrato del praetorium, e ad una distanza di cinquanta piedi da questo. Questo permetteva che vi fosse spazio sufficiente per i cavalli, per le bestie da soma e i bagagli dei tribuni. Le tende erano posizionate in direzione contraria allo spiazzo quadrato del comandante, dirimpetto a quella parte esterna del campo che Polibio chiamava la «fronte dell'accampamento». Le tende dei tribuni erano, infine, disposte ad uguale distanza tra loro, lungo una linea che copriva l'intera ampiezza dello spazio occupato dalle due legioni romane, sei da una parte e sei dall'altra.

#### Disposizione delle legioni

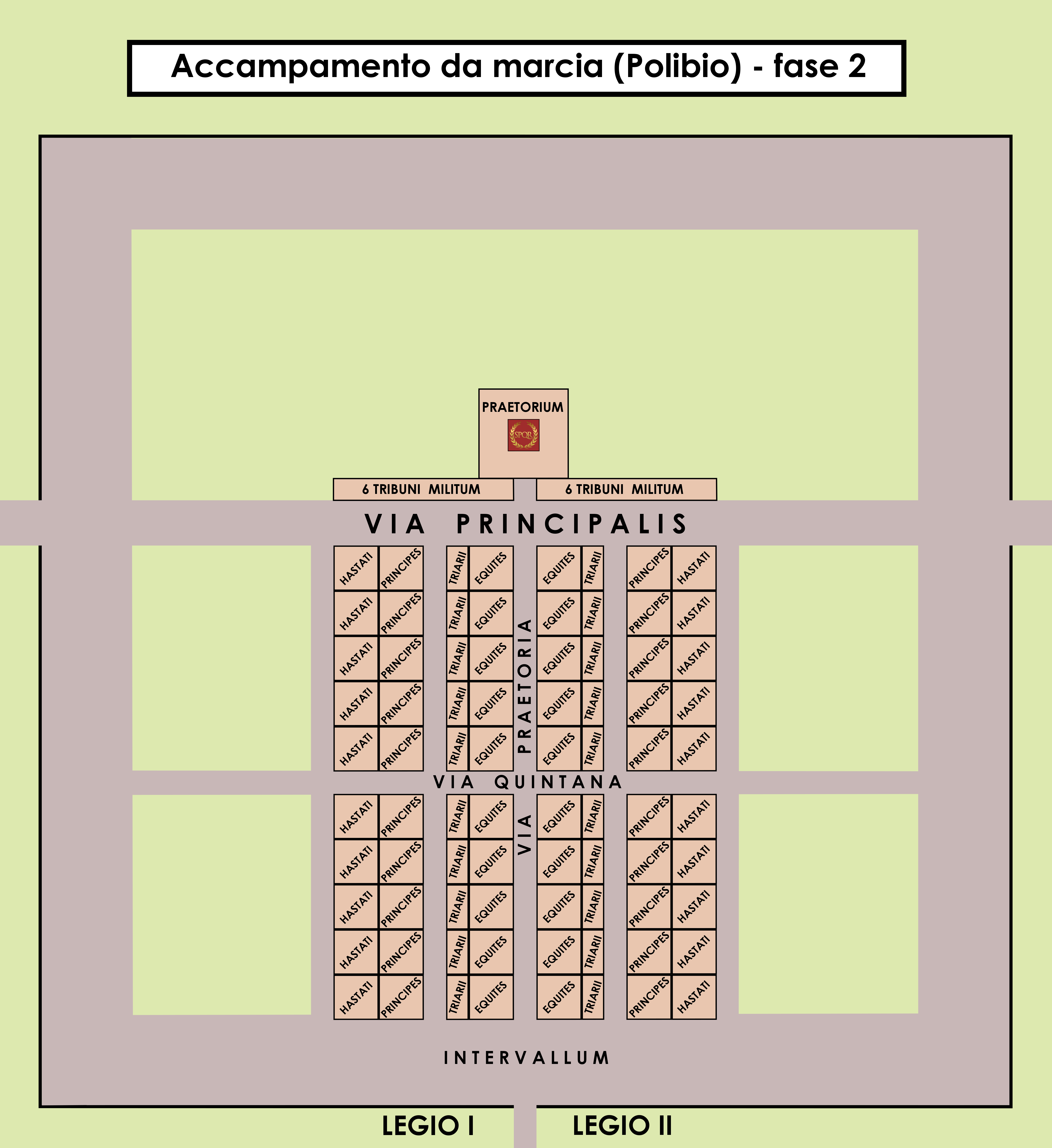
In secondo luogo si procedeva a disporre i manipoli di fanteria (triarii, principes e hastati) e le turmae di cavalleria delle 2 legioni

A questo punto, dopo aver misurato altri cento piedi oltre la riga dei tribuni, venivano disposte le tende delle legioni. Una volta divisa a metà la linea su cui erano poste le tende dei 12 tribuni, lungo la sua perpendicolare, venivano fatti accampare i cavalieri di ciascuna delle due legioni (equites), gli uni di fronte agli altri. Essi erano disposti ad una distanza di cinquanta piedi. Il sistema utilizzato dalla cavalleria e dalla fanteria nel disporre le proprie tende era simile, poiché la distribuzione di un manipolo oppure di una turma di cavalleria era nel suo complesso un quadrato (di 100 x 100 piedi). Ciascuno di questi quadrati si affacciava su una delle viae che correvano attraverso l'accampamento. Il lato del quadrato occupato dai cavalieri misurava cento piedi, mentre non era così quello degli alleati. E quando servivano più di due legioni, essi aumentavano proporzionalmente sia la lunghezza, sia la profondità. Il campo dei cavalieri si trovava, pertanto, al centro della linea formata dalle tende dei tribuni ed era disposto in modo da generare una strada tra loro e le tende dei tribuni (via Principalis). In realtà, il sistema delle viae di un accampamento era simile in tutto e per tutto a quello di una città, in quanto su entrambi i due lati e per tutta la loro lunghezza, troviamo delle tende: da una parte quelle dei manipoli di fanteria e dall'altra delle turmae di cavalleria.
In ciascun manipolo il decurione ed il centurione occupavano le tende estreme del loro settore di campo. Vi è da aggiungere che vi era una via tra la quinta e la sesta turma di cavalleria, ad una distanza di cinquanta piedi; la stessa cosa era fatta con le unità di fanteria, in modo tale che in mezzo alle legioni si andava creando una via di passaggio, parallela alle tende dei tribuni. Tale passaggio era chiamato via Quintana, poiché correva lungo le tende di ogni quinta turma o manipolo.
Alle spalle dei reparti di cavalleria, venivano sistemati i triarii di entrambe le legioni, secondo un identico schema, vale a dire: un manipolo di fronte a ciascun squadrone. Gli alloggiamenti di equites e triari risultavano così tra loro attigui, anche se erano rivolti in direzione opposte. La larghezza dello spazio di ciascun manipolo era però pari alla metà della lunghezza, in quanto il numero dei triarii è la metà rispetto alle altre due classi di hastati e principes. Si trattava di un rettangolo di 50 x 100 piedi. E sebbene il numero degli uomini non fosse spesso uguale, tuttavia ogni quartiere dell'accampamento presentava un'identica lunghezza, grazie alla variazione della sua profondità.
Dopo i triarii, facevano accampare di fronte i principes, mettendoli ad una distanza di cinquanta piedi gli uni dagli altri. Anche in questo caso le tende di questi ultimi erano rivolte verso questa via che li separava dai triarii. Anche in questo caso si andavano così a formare altre due viae: la prima cominciava parallela a dove si trovavano triarii e equites, terminando lungo il lato della palizzata opposto alle tende dei tribuni, che Polibio ricorda di aver definito "fronte dell'accampamento"; la seconda lungo il lato opposto dalle tende dei tribuni, a cento piedi di distanza.
Dopo i principes, facevano accampare gli hastati, disponendone le tende alle spalle e attigue a quelle dei principes, con l'entrata in direzione opposta. E visto che ogni classe era composta da dieci manipoli, anche le viae risultavano tutte di uguale lunghezza e i punti di intersezione con la palizzata si trovano lungo una medesima linea, dove erano rivolti gli alloggiamenti degli ultimi manipoli.

#### Disposizione delle truppe alleate (socii)

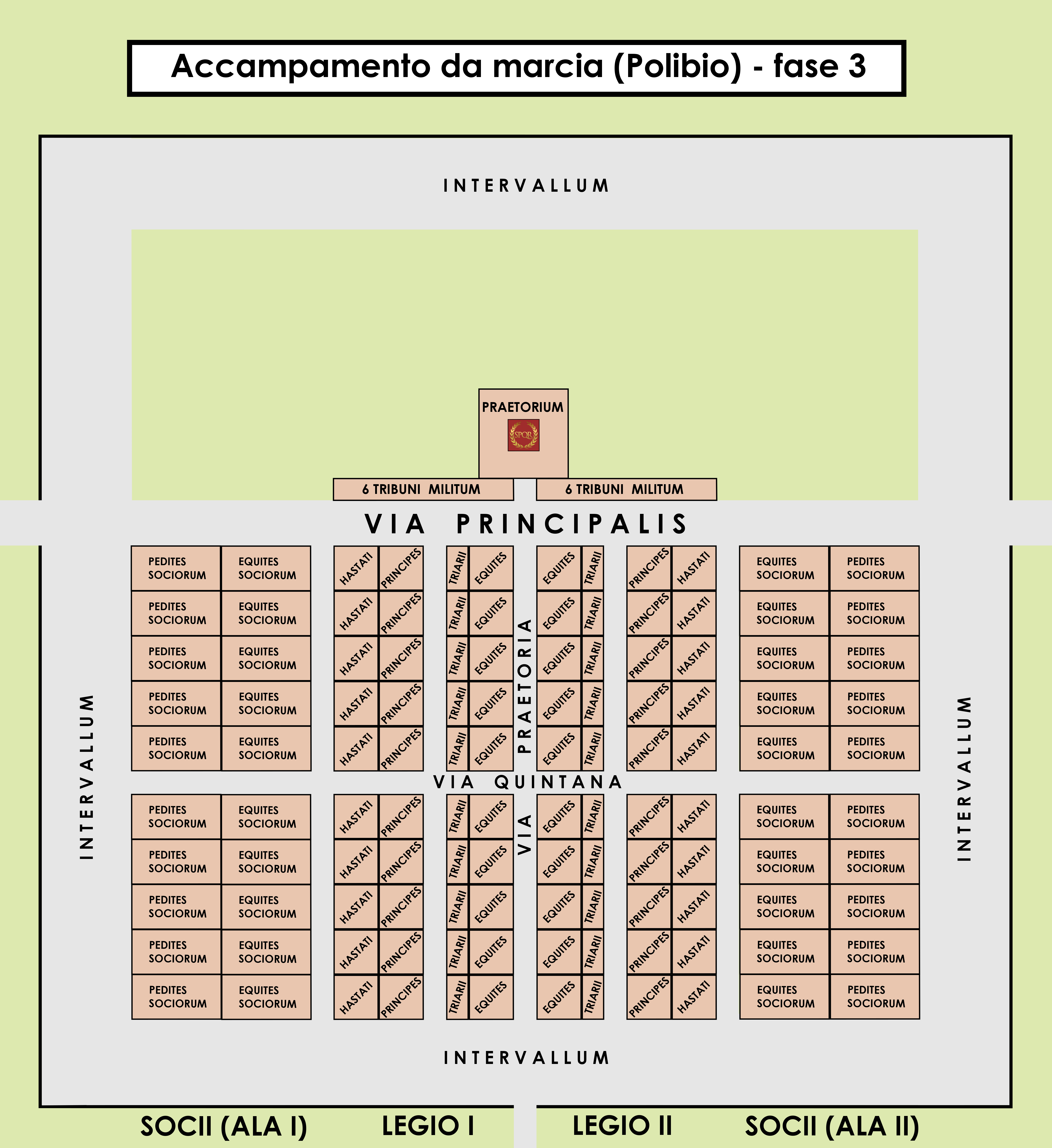
La terza fase consisteva nel disporre gli alloggiamenti delle truppe alleate (socii)

Una volta posizionate le due legioni romane al centro (lungo la via Praetoria), si procedeva con le forze degli alleati (socii). Ad una distanza di cinquanta piedi dagli hastati erano, quindi, disposti i reparti di cavalleria alleata. Ricordiamo che il numero dei fanti alleati era pari a quello dei fanti delle legioni romane (dai quali però andava sottratta la quinta parte per formare il contingente di extraordinarii), mentre quello dei cavalieri era triplo rispetto al contingente romano (da questi andava tolta la terza parte, che veniva messa a disposizione del contingente di extraordinarii). E così quando si provvedeva alla costruzione degli alloggi di questi ultimi, essi erano sistemati similmente a quanto accadeva per le legioni romane, aumentandone proporzionalmente la profondità. Una volta completate tutte e cinque le viae, di fronte ai cavalieri erano sistemati i manipoli della fanteria alleata, aumentando la profondità dei loro alloggiamenti in proporzione al numero. La loro disposizione era rivolta verso ciascuna delle due palizzate laterali (vallum) della linea di difesa esterna.

#### Area alle spalle delpraetorium
Per quanto riguarda gli spazi alle spalle delle tende dei tribuni e lungo i due fianchi della zona occupata dalla tenda del generale (praetorium), questi erano destinati da una parte al forum, dall'altra alla tenda del questore (quaestorium) e al deposito degli approvvigionamenti, del quale quest'ultimo era il responsabile. A partire dall'estremità dell'ultima tenda dei tribuni, erano accampati i cavalieri scelti tra gli extraordinarii, oltre a un gruppo di volontari (evocati), che prestavano servizio personale ai consoli. Essi erano disposti parallelamente alle linee laterali della palizzata difensiva, con le tende rivolte verso i magazzini del questore, oppure verso il forum a seconda di dove si trovassero rispetto ai tribuni delle due legioni. Queste truppe scelte, di solito, non solo erano accampate vicino ai consoli, ma durante le marce e in ogni altra occasione, erano totalmente e costantemente a disposizione del console e del questore.
Di fronte a questi cavalieri e rivolta verso la palizzata, era accampata la fanteria scelta, che svolgeva lo stesso servizio della cavalleria a vantaggio del console e del questore. Oltre questi alloggiamenti veniva creata una via di passaggio larga cento piedi, parallela alle tende dei tribuni, al di là del forum, del praetorium e del quaestorium, che correva lungo questi settori dell'accampamento. Lungo il lato superiore di questa via erano alloggiati gli altri equites extraordinarii, rivolti verso forum, praetorium e quaestorium. In mezzo agli alloggiamenti di questi cavalieri, di fronte al praetorium, veniva quindi lasciato libero un passaggio di cinquanta piedi, che conduceva verso il lato posteriore del campo. Di fronte poi alle truppe scelte dei cavalieri venivano, infine, sistemati i pedites extraordinarii, rivolti verso la palizzata posteriore dell'accampamento. Lo spazio vuoto del campo che rimaneva alle due estremità di questi extraordinarii (vacuum), era riservato alle truppe straniere e agli alleati che si aggiungevano a campagna inoltrata, occasionalmente.

#### L'accampamento nel suo complesso

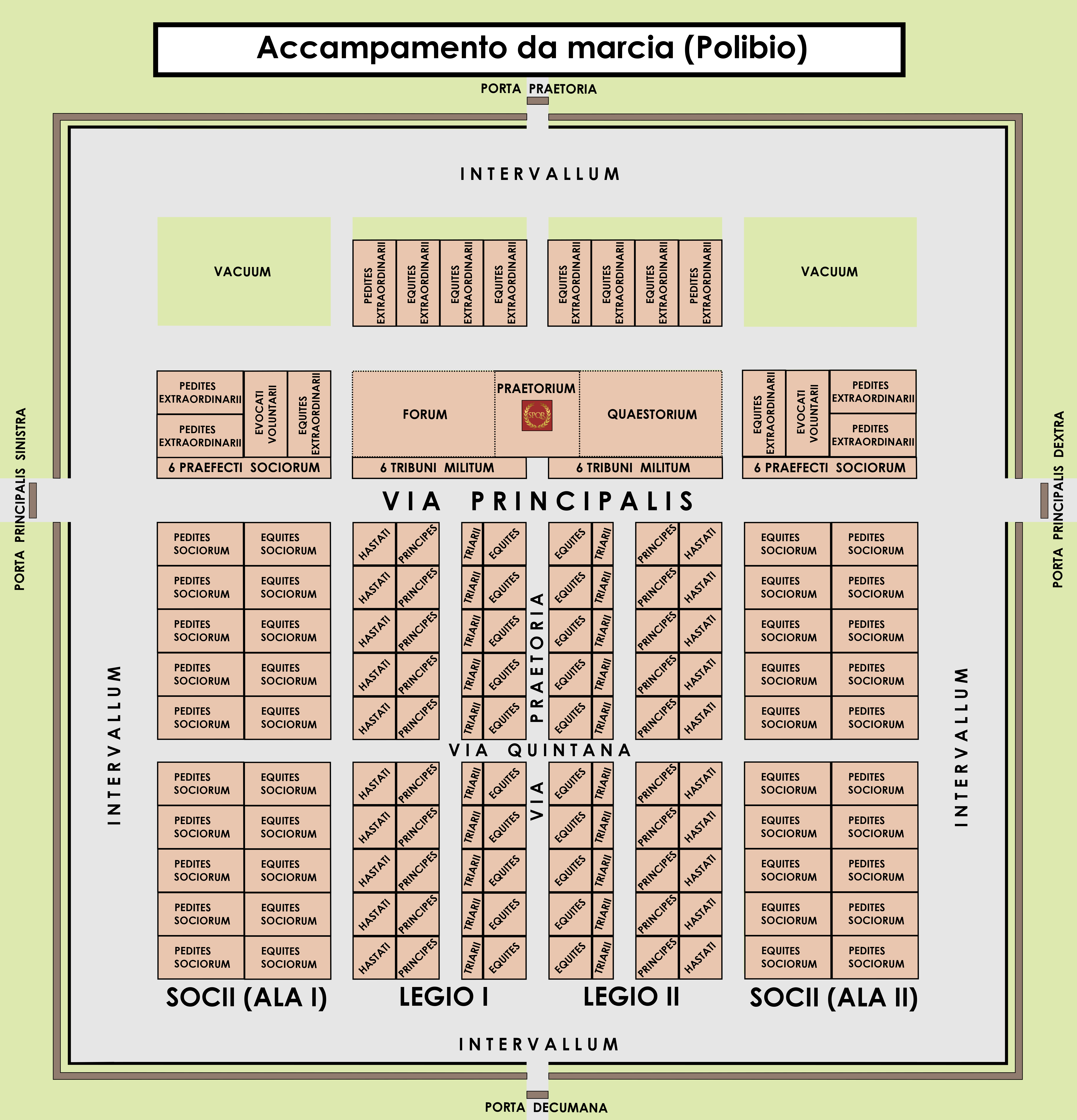
Schema di un accampamento da marcia romano del II secolo a.C., descritto da Polibio.

L'accampamento descritto da Polibio aveva la forma di un quadrato di lato pari a 2.150 piedi tolemaici (= 764 metri: per un perimetro complessivo di 3.055 metri e un'area di 58 ettari), dove i quartieri in cui era diviso dalla fitta rete di viae interne, lo facevano sembrare una città. La palizzata difensiva (vallum), posta su tutti i lati del campo, distava dai primi alloggiamenti duecento piedi (pari a 71 metri circa), in modo che questo spazio vuoto potesse essere:
- adatto e comodo per farvi entrare e uscire le truppe, che potevano così uscire dai propri alloggiamenti e dirigersi verso questo spazio libero camminando lungo le viae interne, senza affollarne una sola ed evitando così di creare confusione, o peggio calpestandosi a vicenda;[29]
- utile a convogliarvi il bestiame catturato, oltre al bottino sottratto al nemico, per custodirlo in totale sicurezza;[30]
- fondamentale contro gli attacchi notturni, poiché né fuoco, né armi da lancio potevano raggiungere i soldati, se non in misura assai limitata, considerata la grande distanza che vi era fra i primi alloggiamenti e lo spazio che li circondava.[31]

#### Accampamenti che raccolgono forze maggiori rispetto ad un esercito consolare
Nel caso in cui il numero degli alleati o di quelli che partecipavano ad una spedizione militare, anche ad operazioni in corso, risultava maggiore del solito, agli alleati occasionali facevano occupare gli spazi situati ai due fianchi del praetorium, riducendo quelli di forum e quaestorium sulla base delle nuove esigenze dell'esercito. Nel caso in cui invece fossero in numero particolarmente elevato le truppe che fanno parte dell'esercito fin dall'inizio, disponevano due file di tende in più, una per parte alle due estremità delle legioni romane.
Quando tutte e quattro le legioni e i due consoli erano riuniti in un unico accampamento, il metodo utilizzato era quello di disporre i due eserciti consolari in modo speculare, uno di fronte all'altro, rivolti in direzioni opposte tra loro e uniti lungo i rispettivi alloggiamenti degli extraordinarii. In questo caso il campo aveva una forma allungata, con un'area doppia rispetto a quella normale di un singolo esercito consolare, ma con un perimetro pari ad una volta e mezzo.
Nel caso in cui i due consoli si accampavano separatamente, tutto rimaneva invariato rispetto al solito schema polibiano, a parte il forum, il quaestorium e il praetorium che erano collocati in mezzo alle due rispettive legioni.

#### Servizi nell'accampamento
Una volta completato l'accampamento, i tribuni raccomandavano a tutti gli uomini che si trovavano nel campo, uno ad uno, che fossero uomini liberi o schiavi, di non rubare all'interno dell'accampamento e di consegnare loro tutto ciò che avessero trovato. Poi i tribuni assegnavano i rispettivi incarichi sia ai manipoli dei principes, sia a quelli degli hastati di ciascuna legione. A due di questi era dato l'incarico di avere cura della via di fronte alle tende dei tribuni (innaffiandola e ripulendola), proprio perché la gran parte dei soldati si ritrova in questo ampio spazio.
Gli altri diciotto manipoli, invece, erano assegnati con sorteggio, tre per ciascun tribuno. A turno poi prestavano i seguenti servizi:
- quando piantavano il campo, prima di tutto spianavano e battevano il terreno, per poi piazzarvi la tenda del tribuno;
- per motivi di sicurezza, proteggevano con un recinto una parte dei suoi bagagli;
- fornivano, quindi, due corpi di guardia (ciascuno di quattro uomini), uno dei quali era piazzato di fronte alla tenda, l'altro alle spalle della stessa, vicino ai cavalli.[36]

Dato che ogni tribuno disponeva di tre manipoli e che ciascun manipolo era costituito da oltre cento uomini (esclusi i triarii e i velites), il lavoro risultava non eccessivamente pesante, considerando che ciascun manipolo doveva prestar servizio solo ogni tre giorni.
I manipoli dei triarii erano invece esentati dal prestare servizio ai tribuni. Essi fornivano quotidianamente un corpo di guardia agli squadroni di cavalleria. Si trattava sempre della solita turma, quella accampata alle proprie spalle. Sorvegliavano in modo particolare i cavalli, per evitare che, impigliandosi nelle pastoie, potessero ferirsi, o che, sciogliendosi potessero generare confusione all'interno dell'accampamento. Infine, un manipolo a turno montava giornalmente la guardia al praetorium, per proteggere il console da eventuali attentati.
I velites completavano, infine, il servizio di guardia, presidiando l'esterno dell'accampamento e disponendosi ogni giorno lungo l'intero vallum. Fornivano poi la guardia di dieci uomini davanti a ciascuna entrata del campo.
All'alba, i cavalieri romani e tutti i centurioni si presentavano davanti alle tende dei tribuni, dopo che questi si erano in precedenza recati dal console, ricevendo da quest'ultimo gli ordini per la giornata. A questo punto i tribuni, trasmettevano le disposizioni del loro comandante in capo a cavalieri e centurioni, che a loro volta li comunicano alle truppe. Al fine poi di assicurarsi che la parola d'ordine, durante la notte, venisse trasmessa in modo adeguato all'interno dell'accampamento militare, venivano prima scelti i tesserarii di ciascun manipolo, ai quali il tribuno consegnava, ogni giorno al tramonto, la parola d'ordine, scritta su una tavoletta di legno (tessera). Questa parola d'ordine doveva essere consegnata al comandante del manipolo successivo, il quale, a sua volta, la consegnava a quello del manipolo seguente, fino a che tutti i manipoli ne fossero informati. Gli ultimi a ricevere le tesserae dovevano riportarle ai tribuni, prima che scendesse la notte. Nel caso in cui ne fosse mancata qualcuna, si provvedeva immediatamente ad indagare, e il responsabile della mancata consegna veniva severamente punito.
Il servizio di guardia notturna prevedeva che il console e la sua tenda fossero controllati dal manipolo che era accampato nelle sue vicinanze, mentre le tende dei tribuni e delle turmae di cavalleria erano vigilate dagli uomini scelti di ciascun manipolo a turno. Contemporaneamente ogni turma sceglieva alcuni dei suoi uomini a propria difesa, il resto era a disposizione del console. A custodia del quaestorium erano normalmente predisposte tre sentinelle, due invece a custodia delle tende di ciascuno dei legati e dei membri del consiglio di guerra (consilium), tra cui vi potevano essere anche dei senatori amici del console.
Tra gli uomini destinati al servizio di guardia, quelli che dovevano fare il primo turno, erano condotti alla sera dall'optio della propria centuria, presso la tenda del tribuno. Quest'ultimo consegnava agli uomini del primo turno dei bastoncini di legno molto piccoli, ciascuno con un contrassegno. Ricevuta la tavoletta, prendevano posizione.
Il servizio di ronda era invece affidato ai cavalieri. Il primo decurione di ciascuna legione aveva l'obbligo, alla mattina presto, di ordinare ad uno dei suoi optiones di comunicare, prima di colazione, a quattro uomini del proprio squadrone che dovevano fare il servizio di ronda. Alla sera, doveva comunicare al comandante della successiva turma che era il suo turno di ronda per l'indomani. Quest'ultimo doveva comportarsi in identico modo durante il suo turno notturno; e ciò valeva per tutti i comandanti di turma successivi. Una volta selezionati i quattro uomini della prima turma, scelti dagli optiones, si procedeva al sorteggio del rispettivo turno di guardia. Ricevevano dal tribuno, per iscritto, le istruzioni riguardanti i posti di guardia da ispezionare e l'ora del proprio turno. Tutti e quattro andavano inizialmente a posizionarsi vicino al primo manipolo dei triarii, poiché era il centurione di questo manipolo che aveva il compito di dare il segnale con la tromba all'inizio di ciascun turno di guardia (vigilia).
Il cavaliere che, sulla base al sorteggio, doveva fare il primo turno di ronda, iniziava con un primo giro d'ispezione, accompagnato da alcuni amici che gli facessero da testimoni. Ispezionava i posti di guardia compresi nelle istruzioni ricevute, visitando non solo quelli presso il vallum e le porte, ma anche quelli presso i singoli manipoli di fanteria e le turmae di cavalleria. Se trovava le sentinelle del primo turno sveglie, ne ritirava la loro tavoletta; se trovava qualcuno che dormiva o si era allontanato dal posto di guardia, invitava i testimoni a constatare il fatto e poi si allontana. Identica cosa facevano quelli che montavano la ronda nei turni successivi.
All'alba, tutti quelli che avevano effettuato il servizio di ronda riportavano al tribuno le tesserae. Nel caso le stesse fossero state consegnate tutte, essi potevano ritirarsi senza che venisse promossa alcuna inchiesta. In caso contrario, qualora qualcuno ne avesse riportate in numero inferiore rispetto a quello dei corpi di guardia ispezionati, si provvedeva ad indagare attraverso il contrassegno inciso sulle tesserae, quali fossero quelle mancanti. Il tribuno allora mandava a chiamare il centurione del manipolo che non aveva consegnato la tessera. Gli uomini del servizio di guardia erano, pertanto, interrogati e messi a confronto con il cavaliere di ronda per capire se le responsabilità fossero delle sentinelle oppure del cavaliere di ronda. Il consiglio dei tribuni si riuniva e dava inizio al processo. Qualora l'accusato fosse riconosciuto colpevole, veniva punito con la bastonatura (fustuarium), che spesso portava alla morte o comunque all'esilio. Questa identica punizione era normalmente inflitta anche all'optio e al comandante della turma, qualora non avessero trasmesso al momento opportuno i dovuti ordini al primo dei cavalieri di ronda, oppure al comandante della successiva turma. Il fatto poi che la punizione fosse tanto dura e inesorabile, faceva sì che il servizio notturno di guardia nell'esercito romano fosse perfetto.

#### Fortificazioni esterne

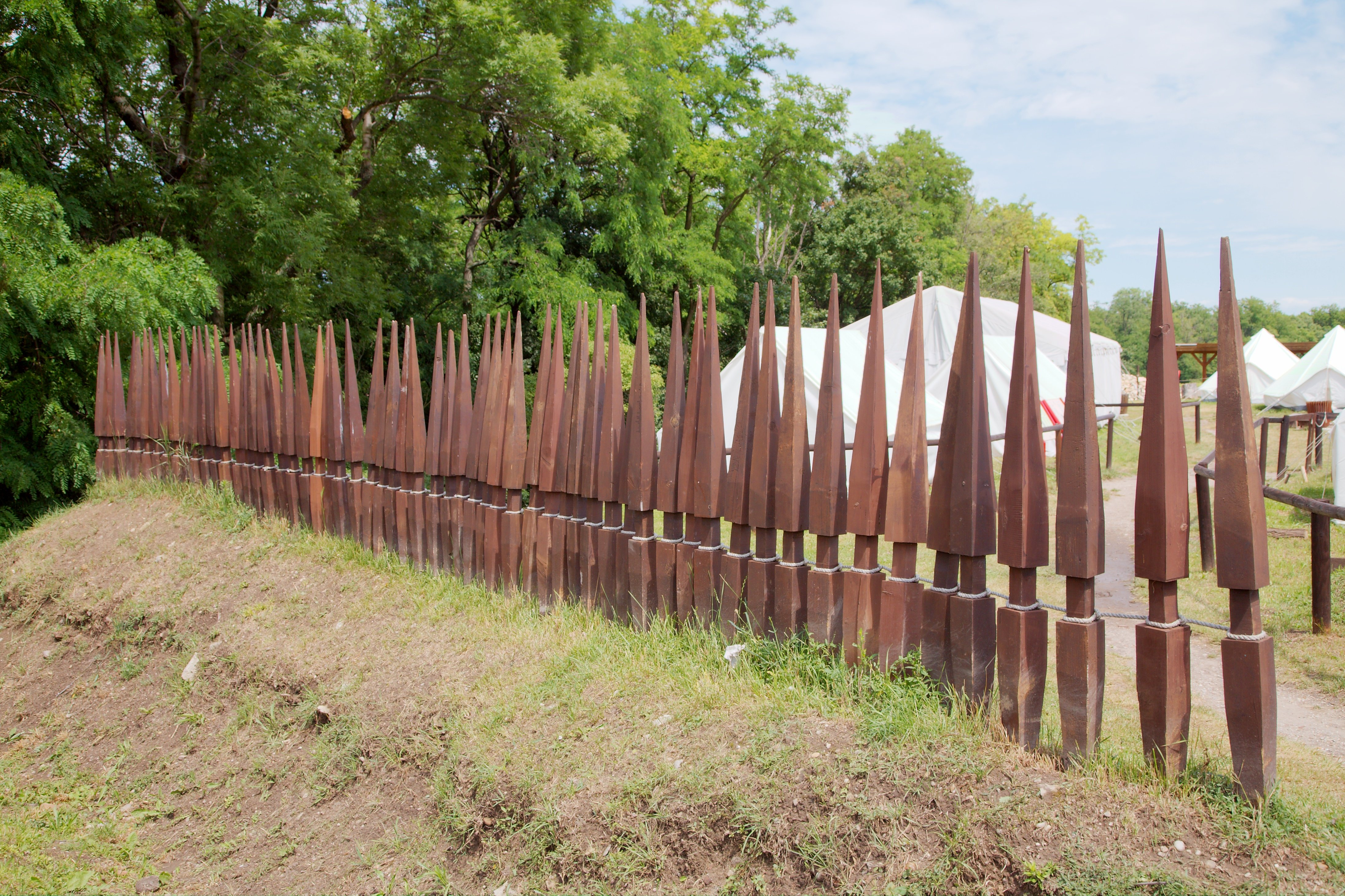
Ipotesi ricostruttiva della fortificazione di un castra: il fossato, il terrapieno con la palizzata formata dai sudis ed alle spalle le tende dei legionari.

Riguardo poi alla realizzazione del fossato e della palizzata di recinzione dell'accampamento (vallum), alle due legioni era affidato il compito di eseguire i lavori dove si trovava la porta Praetoria e la porta Decumana, mentre agli alleati quello lungo i due lati dove erano accampate le due ali e dove si trovavano la porta principalis sinistra e destra. Dopo che ciascun lato era stato diviso sulla base del numero di manipoli, i centurioni provvedevano a controllare che il lavoro venisse eseguito in maniera adeguata, ciascuno occupandosi del proprio settore, mentre due tribuni controllavano l'intero lato.

#### Levare il campo e mettersi in marcia
Il campo veniva tolto nel seguente modo: non appena veniva dato un primo segnale, tutti smontavano le tende e riunivano i bagagli, anche se a nessuno era consentito smontare la propria tenda prima di quella dei tribuni e del console; al secondo segnale, caricano i bagagli sugli animali da soma; al terzo i primi della colonna iniziavano a mettersi in cammino e a far muovere l'intera colonna.
In testa i Romani disponevano gli extraordinarii. Seguiva poi l'ala destra degli alleati (socii), le rispettive salmerie, la prima legione romana con alle spalle le proprie salmerie, la seconda legione, seguita a sua volta dai propri bagagli e da quelli degli alleati, che chiudevano la colonna alla retroguardia con l'ala sinistra. I cavalieri, a volte marciavano in posizione di retroguardia alle spalle dei rispettivi reparti, altre volte, invece, avanzavano in posizione laterale, lungo i fianchi delle salmerie, per tenerle unite e proteggerle. Questo ordine in colonna era detto agmen pilatum.

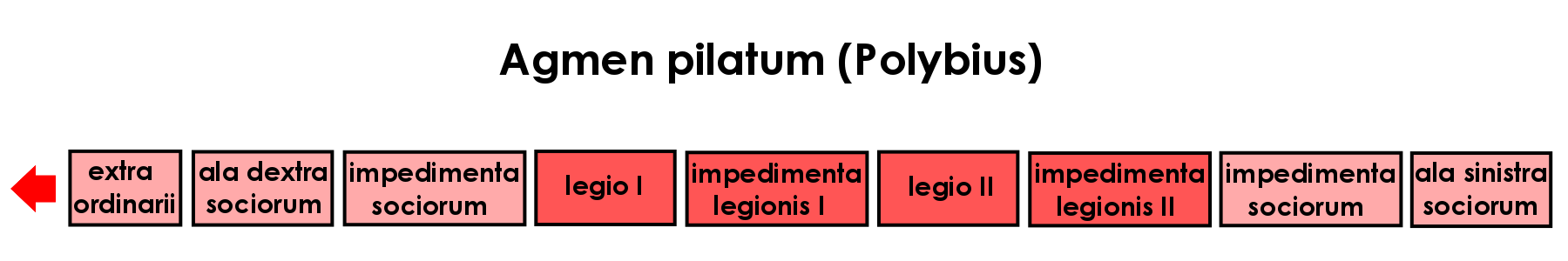
Ordine di marcia di un esercito consolare descritto da Polibio, detto Agmen pilatum

### Accampamenti semi-permanenti (hiberna)
L'accampamento "semi-permanente" adottato dai Romani fin dei tempi della Repubblica corrispondeva ai cosiddetti hiberna, vale a dire a quel genere di castra che potesse permettere alle truppe di mantenere uno stato di occupazione e di controllo militare/amministrativo continuativo nei territori provinciali ancora in via di romanizzazione. Si racconta che durante l'ultimo anno dell'assedio di Veio (inverno del 397-396 a.C.), anziché cessare l'assedio nei tempi soliti per permettere agli agricoltori di lavorare le loro terre, un esercito stipendiato poté essere tenuto indefinitamente sotto le mura della città etrusca. I comandanti romani fecero costruire per la prima volta dei quartieri invernali.
A titolo di esempio si confrontino le descrizioni dei "quartieri invernali" che Cesare adottò al termine delle campagne militari annuali nel corso della sua conquista della Gallia. Ogni anno o quasi erano ricostruiti per trascorrervi l'inverno, a volte in località differenti, a volte nelle stesse, ma in nuove strutture magari poco distanti da quelle degli anni precedenti.

## Campo alto imperiale

### Accampamenti da marcia (castra aestiva)
Le dimensioni potevano variare notevolmente, anche se un esercito in marcia di due legioni e relative truppe alleate o ausiliarie, poteva utilizzare un'area complessiva di circa 50 ettari o più, come risulta dai numerosi campi da marcia rinvenuti ad esempio in Britannia durante la sua conquista.

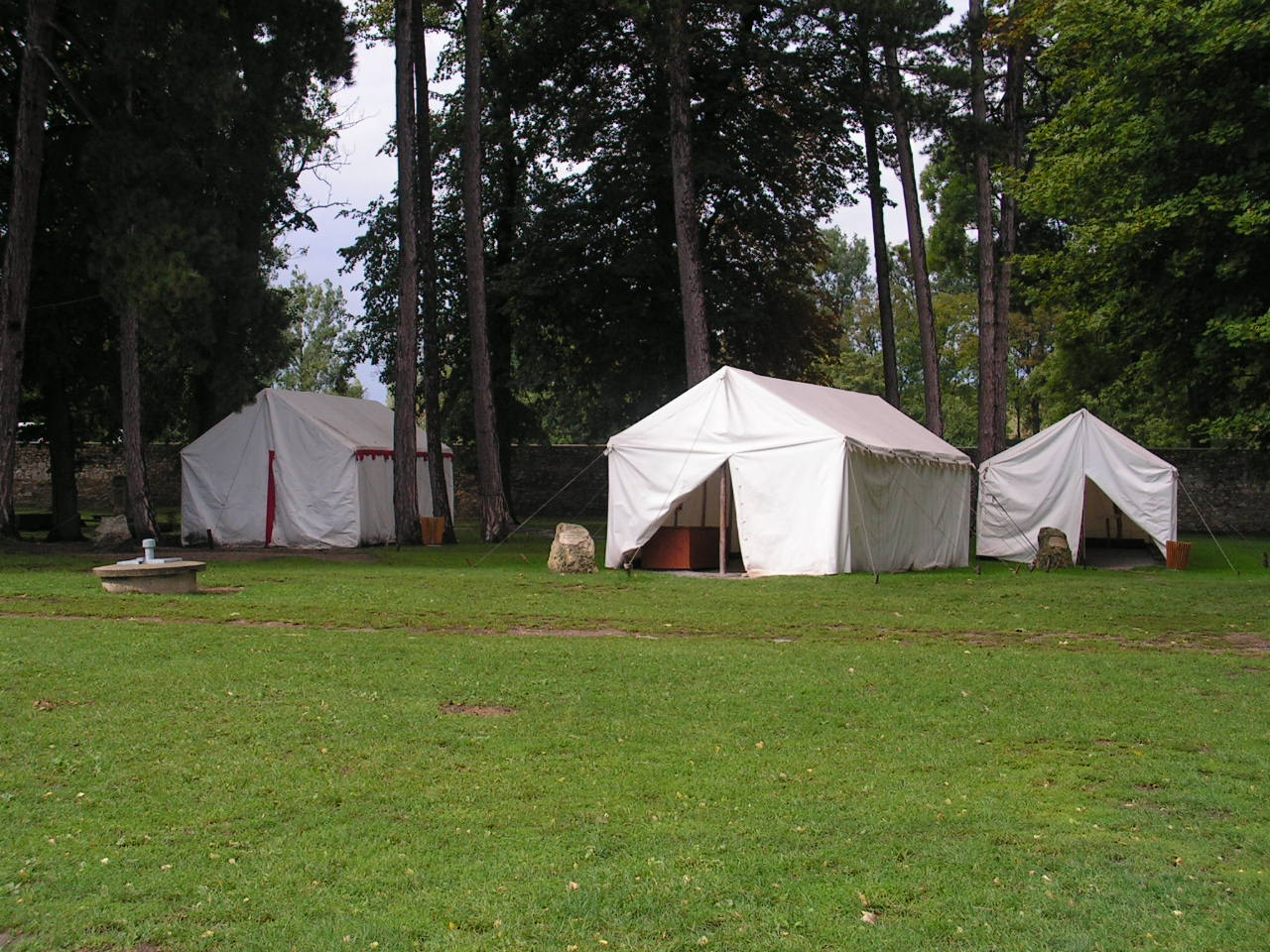
Ricostruzione storica di alcune tende di alloggiamento presso il parco archeologico di Carnuntum
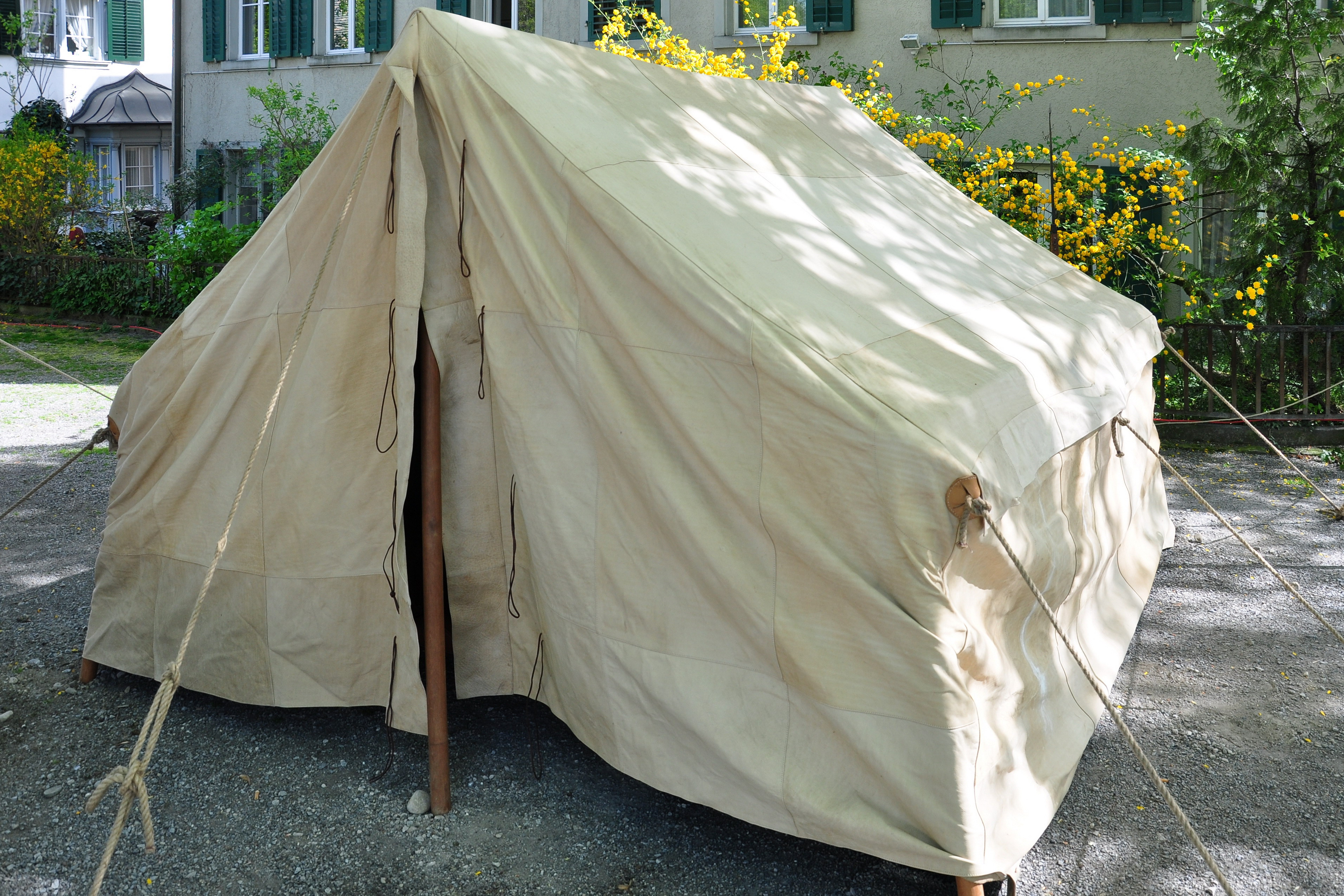
Tipica tenda da "campo di marcia" per un contubernium di otto milites.
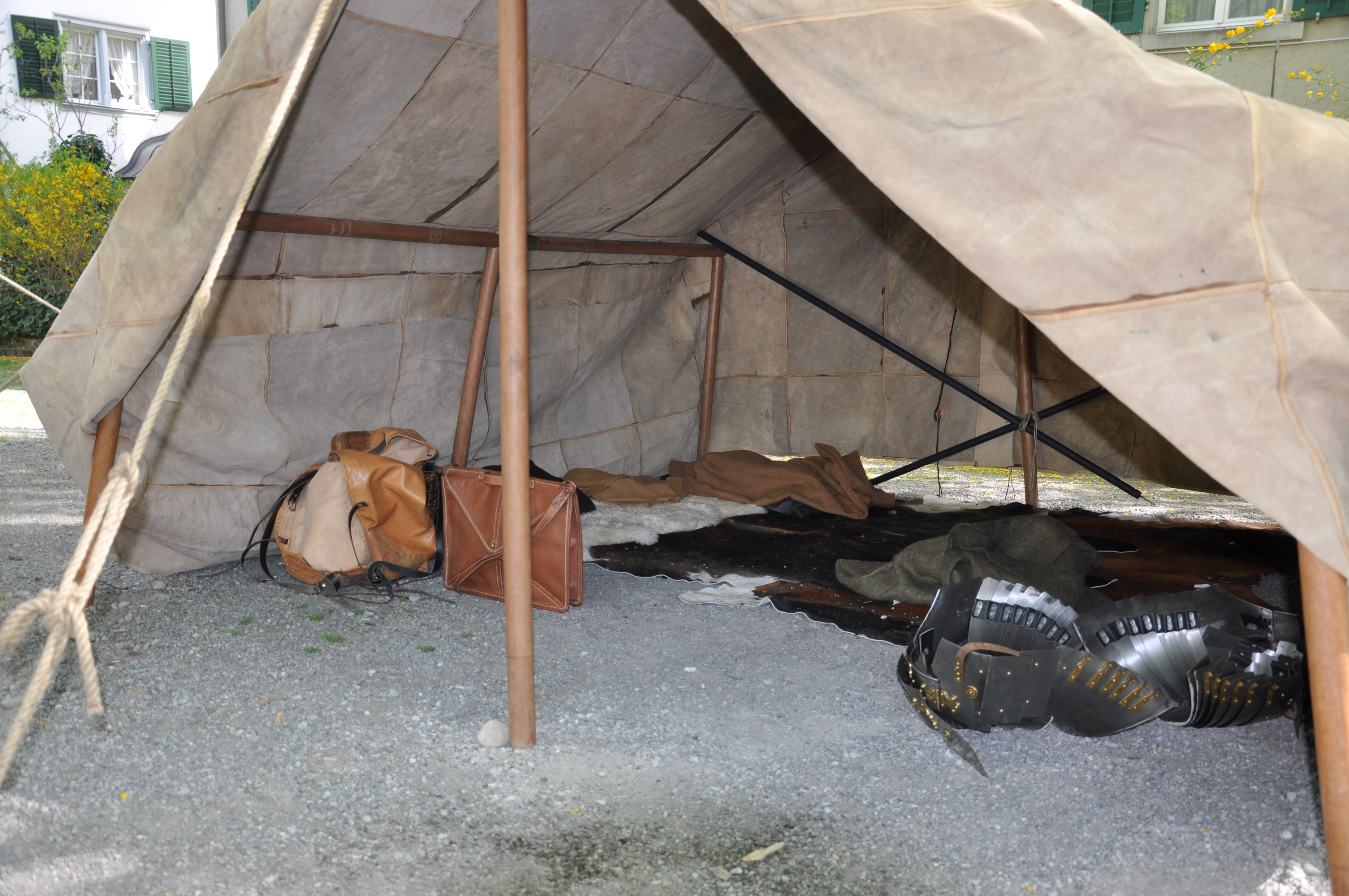
Interno della tenda (2).

#### Al tempo di Giuseppe Flavio (66-70 d.C.)
Questa la descrizione che ci fa Giuseppe Flavio durante la prima guerra giudaica:
(Giuseppe Flavio, guerra giudaica, III, 5.1.76-78.)
Giuseppe Flavio aggiunge che all'interno vi sono tutta una serie di file di tende, mentre all'esterno la recinzione (vallum) assomiglia ad un muro munito di torri ad intervalli regolari. In questi intervalli vengono collocate tutta una serie di armi da lancio, come catapulte e baliste con relativi dardi, pronti per essere lanciati.
(Giuseppe Flavio, guerra giudaica, III, 5.2.81-84.)
Una volta costruito l'accampamento, i soldati si sistemano in modo ordinato al suo interno, coorte per coorte, centuria per centuria. Vengono, quindi, avviate tutta una serie di attività con grande disciplina e in sicurezza, dai rifornimenti di
legna, di vettovaglie e d'acqua; quando ne hanno bisogno, provvedono ad inviare apposite squadre di exploratores nel territorio circostante.
Nessuno può pranzare o cenare quando vuole, al contrario tutti lo fanno insieme. Sono poi gli squilli di buccina ad impartire l'ordine di dormire o svegliarsi, i tempi dei turni di guardia, e non vi è operazione che non si conduca a termine senza un preciso comando. All'alba, tutti i soldati si presentano ai centurioni, e poi questi a loro volta vanno a salutare i tribuni e insieme con costoro, tutti gli ufficiali, si recano dal comandante in capo. Quest'ultimo, come consuetudine, dà loro la parola d'ordine e tutte le altre disposizioni della giornata.
Quando si deve togliere l'accampamento, le buccine danno il segnale. Nessuno resta inoperoso, tanto che, appena udito il primo squillo, tolgono le tende e si preparano per mettersi in marcia. Ancora le buccine danno un secondo segnale, che prevede che ciascuno carichi rapidamente i bagagli sui muli e sugli altri animali da soma. Si schierano, quindi, pronti a partire. Nel caso poi di accampamenti semi-permanenti, costruiti in legno, danno fuoco alle strutture principali, sia perché è sufficientemente facile costruirne uno nuovo, sia per impedire che il nemico possa utilizzarlo, rifugiandosi al suo interno.
Le buccine danno un terzo squillo, per spronare quelli che per qualche ragione siano in ritardo, in modo che nessuno si attardi. Un ufficiale, poi, alla destra del comandante, per tre volte rivolge loro in latino la domanda se siano pronti a combattere, e quelli per tre volte rispondono con un grido assordante, dicendo di esser pronti e, come invasati da una grande esaltazione guerresca, accompagnano le grida al saluto.

#### Al tempo delle guerre marcomanniche (166-188)

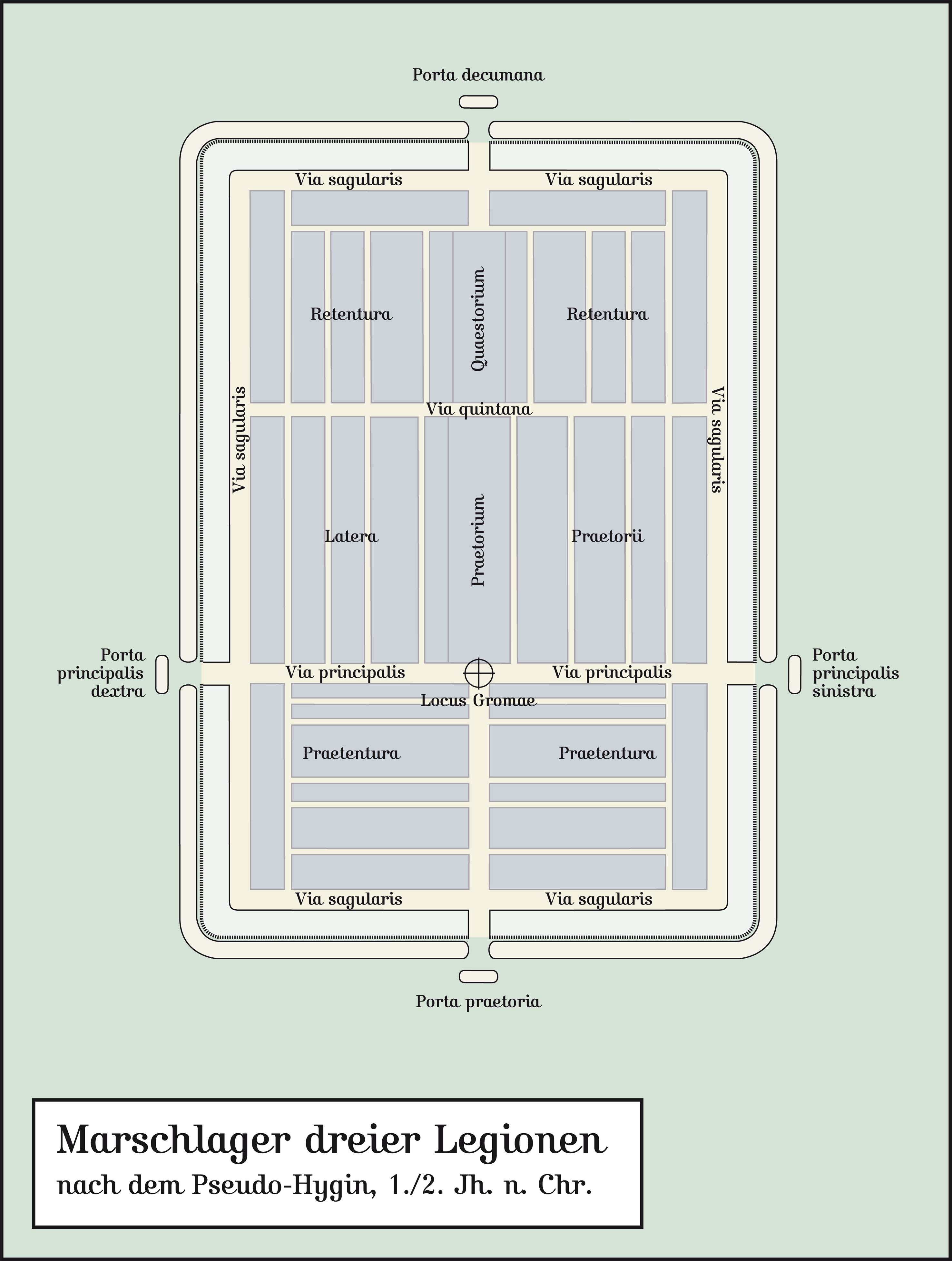
L'accampamento da marcia secondo Pseudo-Igino della fine del II secolo, all'epoca delle guerre marcomanniche di Marco Aurelio. In questo caso le aperture delle porte sono a forma di titulum (vedi sotto).

Qui viene invece rappresentato un accampamento da marcia al tempo delle guerre marcomanniche (166-188), che di viene descritto nel De munitionibus castrorum. Si tratta della più particolareggiata descrizione di un accampamento romano e della sua costruzione della fine del II secolo. Fu scritta, ormai lo si sa con certezza, al tempo di Marco Aurelio.
(De munitionibus Castrorum, 30.)

#### Divisione interna: vie e porte
Tra le strade interne all'accampamento, se ne distinguono due per importanza: il «cardo massimo» (cardo maximus) e il «decumano massimo» (decumanus maximus), che si incrociano in corrispondenza del praetorium (l'alloggio del comandante «simile a un tempio») e che conducevano alle quattro porte dell'accampamento (le due strade hanno lo stesso nome di quelle delle città, dove invece si incrociano in corrispondenza del foro). Le aperture delle porte lungo i quattro lati presentavano forme differenti, anche a seconda dell'epoca di appartenenza:
- a titulum, ovvero con l'apertura verso l'esterno, costruita in modo che di fronte alla porta di accesso all'accampamento vi fosse un vallum e una fossa paralleli alla porta stessa (ad una distanza di 60 piedi). Lo scopo era di rallentare l'impeto di eventuali assalitori, apparendo in modo schematico come segue __——__;[64] questa soluzione fu adottata per tutto il I e II secolo, almeno fino alle campagne in Britannia di Settimio Severo;[65]
- a clavicula (esterna o interna), in questo caso il vallo e la fossa potevano essere costruiti verso l'esterno (o l'interno dell'accampamento), costituendo un proseguimento delle mura dell'accampamento, che curvava fino ad una distanza di circa 60 piedi dalla porta, in modo da generare un'apertura non frontale ma laterale (schematizzabile come __ \__. Tale soluzione fu adottata principalmente durante il I secolo[65] fino al massimo alla metà del II secolo): lo scopo era che gli attaccanti esponessero il loro lato destro (quello privo di scudo) ai legionari, oltre ad impedirgli di attaccare frontalmente le porte dell'accampamento;[64]
- stile Agricola, dove l'apertura era verso l'esterno, questa volta a imbuto, con uno dei due lati dell'imbuto più lungo rispetto all'altro (__/ \__).[64] Tale apertura fu utilizzata per la prima volta durante il periodo flavio (non a caso il nome di questa tipologia di apertura prende il nome dai numerosi accampamenti riscontrati all'epoca delle campagne in Britannia di Agricola).

#### Strutture difensive: fossati, terrapieni e palizzate
Per quanto riguarda le strutture difensive dell'accampamento, queste comprendevano cinque tipologie:
1. uno o più fossati (fossa), normalmente larga 5 piedi e profonda 3, la cui forma poteva essere:
  1. a V (vista di profilo) (detta fossa fastigata);
  2. oppure con la parete più esterna perpendicolare al terreno, l'altra inclinata normalmente (chiamata fossa punica) allo scopo di rendere più difficoltosa la ritirata degli assalitori;[66]
2. un muro (vallum) era innalzato davanti al fossato con zolle di terra, sassi, pietre e pali di legno per una larghezza di 8 piedi e un'altezza di 6;[67]
3. triboli e tronchi ramificati chiamati cervoli (tronchi con ramificazioni laterali, accostati tra loro in modo da costituire un difficile ostacolo da rimuovere, poiché collegati gli uni agli altri);[67]
4. la protezione con guardie armate disposte fino a quattro file di fanti, mentre alcune pattuglie di cavalleria forniscono un servizio costante di ronda;[68]
5. il semplice terrapieno (agger), che può sostituire anche il vallum, purché sia costituito da pietre o materiale roccioso.[68]

### Accampamenti permanenti (castra stativaehiberna)

Incensiere in terraccotta in forma di accampamento romano, tra il 30 a.C. e il 395, Periodo romano dell'Egitto. Museo Egizio, Torino.

Fu solo grazie ad Augusto (30-29 a.C.) che si ottenne una prima e vera riorganizzazione del sistema di difese dell'Impero romano, acquartierando in modo permanente legioni ed auxilia in fortezze e forti permanenti (stativa), non solo quindi per l'inverno (hiberna) lungo l'intero limes.

#### Fortezze legionarie

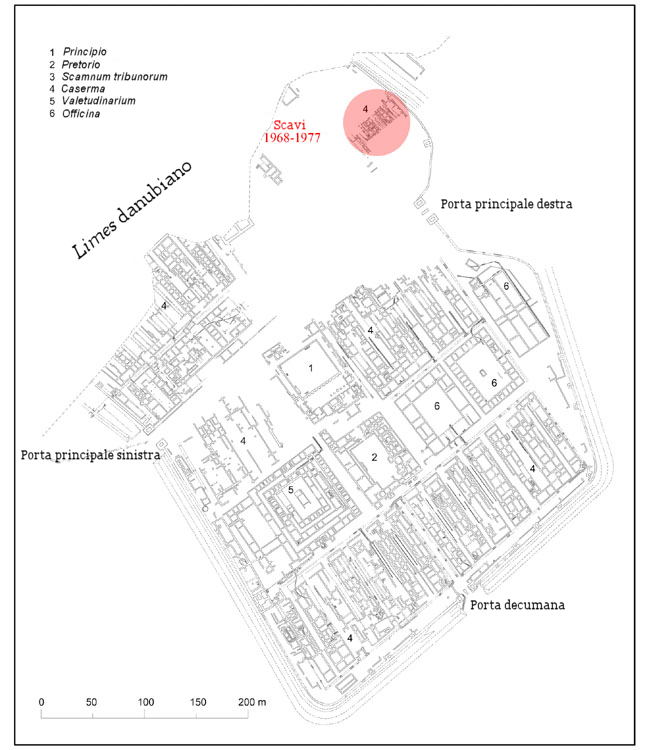
Pianta della fortezza legionaria permanente di Carnuntum, lungo il limes danubiano.

Le fortezze legionarie permanenti derivavano la loro struttura dagli accampamenti di marcia o «da campagna». La loro struttura era pertanto simile, pur avendo rispetto ai castra mobili dimensioni ridotte, pari normalmente a 16-20 ettari. È vero anche che, almeno fino a Domiziano (89), erano presenti lungo il limes alcune fortezze legionarie doppie, dove erano acquartierate insieme due legioni, come ad esempio a Castra Vetera in 50 ettari e a Mogontiacum in 36 ettari, con dimensioni che si avvicinarono ai 40-50 ettari. A partire però da Diocleziano e dalla sua riforma tetrarchica, le dimensioni delle fortezze andarono sempre più diminuendo, poiché le legioni romane erano state ridotte alla metà degli effettivi.
Al centro della fortezza si trovavano i principia (il quartier generale) che davano sulla via principalis e che formavano con la via praetoria un 'T' all'interno del campo. Tutte le altre strade erano secondarie rispetto alle prime due (es. la via quintana). Lungo la via pretoria si trovavano la porta praetoria e la porta decumana, mentre lungo la via principalis si trovavano la porta principalis dextera e la porta principalis sinistra.

##### Sistema di difesa della fortezza: fossato, vallo, palizzata/mura, intervallum e porte

La porta praetoria del forte di Pfünz in Germania, lungo il limes germanico-retico.

Le fortezze in questione erano costruite durante la dinastia dei giulio-claudi in terra e legno e avevano forma di un quadrilatero irregolare. Fu solo a partire dalla successiva dinastia dei Flavi che le mura esterne, oltre agli edifici interni, cominciarono ad essere costruiti in mattoni (tegulae) e pietra, mentre il castra andava sempre più assumendo la forma di un rettangolo. È solo durante il Basso Impero che troviamo dei castra tutte le forme compresa quella circolare.
Il muro di cinta esterno (che poteva raggiungere spessori compresi tra i 2 e i 3,5 metri) era simile a quello già visto sopra del castra aestiva, dove troviamo una fossa (a volte anche due o tre), un agger e un vallum, dietro il quale si trovava un importante spazio libero: l'intervallum abolito però durante il basso Impero. Lungo le mura o la palizzata, vi erano poi le porte, accanto alle quali sorgevano due torri, la cui forma era quadrata o rettangolare nel II secolo; da Marco Aurelio in poi con forma arrotondata o pentagonale. Le torri di avvistamento erano poi presenti lungo l'intero perimetro della fortezza (normalmente di 500x400 metri circa), distanziate le une dalle altre ad intervalli regolari (con misure variabili), mentre le prime torri ad angolo esterne al tracciato delle mura fecero la loro prima apparizione dopo le guerre marcomanniche, non in tutti i settori del limes. Solo nel II secolo cominciarono ad essere un metodo di costruzione generalizzato in tutto l'Impero.

##### Edifici interni alla fortezza

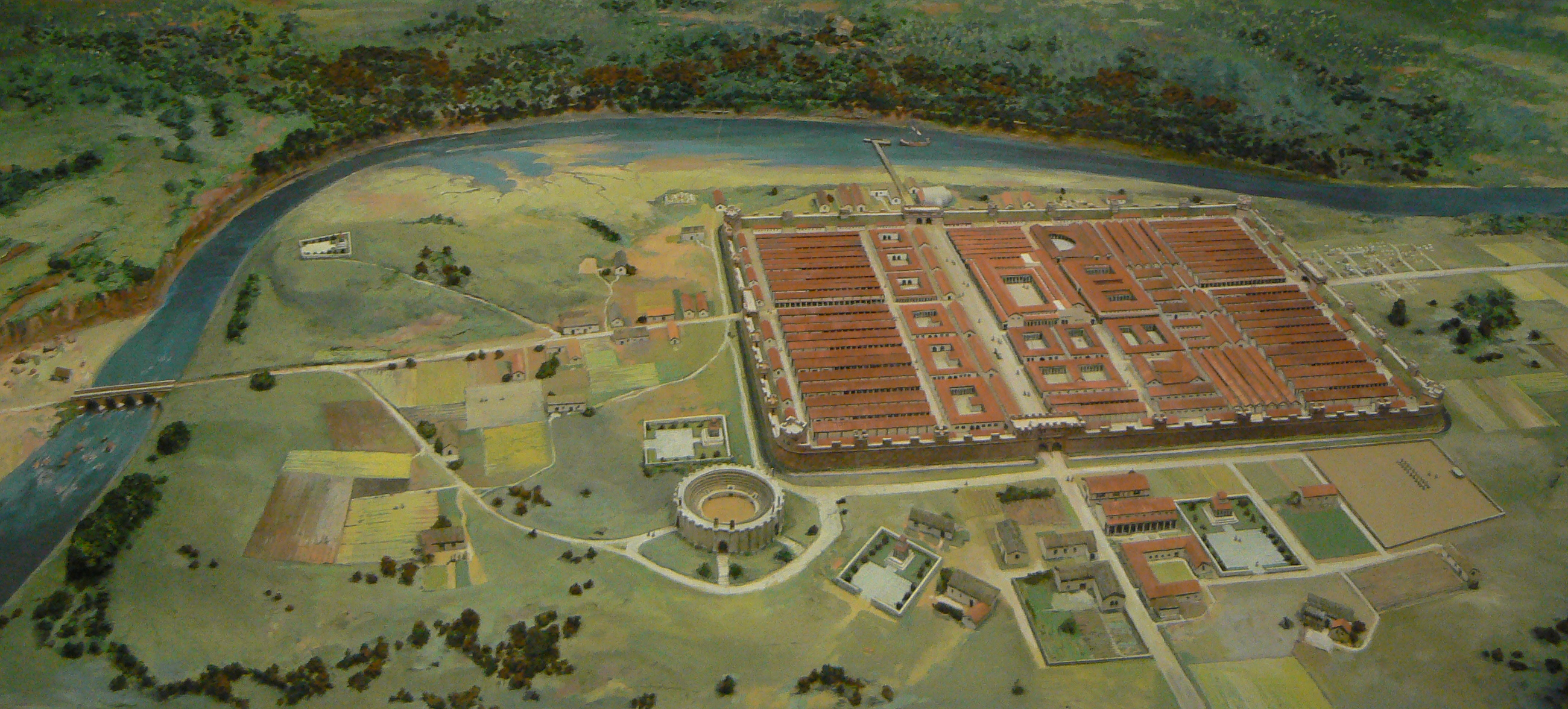
Modellino della fortezza legionaria di Deva in Britannia.

Vale la pena ricordare tra gli edifici principali delle fortezze legionarie i Principia, ovvero quegli edifici che ne rappresentavano il centro amministrativo, di fronte agli edifici dove era alloggiato il comandante della legione (legatus legionis), il Praetorium. Le dimensioni di questi primi due edifici variavano da fortezza a fortezza, anche se normalmente presentavano misure pari a 70x100 metri circa. Accanto a questi edifici c'erano poi quelli dei tribuni militari e i baraccamenti dei legionari e dei loro centurioni. I baraccamenti era strutture atte ad alloggiare ciascuna centuria di legionari, pari a circa 80 uomini. Il centurione disponeva di una sua propria abitazione "in testa" alla struttura, mentre ogni contubernium
(formato da 8 legionari ciascuno) era alloggiato in una stanza di 4x6 metri (dormitorio) abbinata ad una di uguale misura, dove erano invece depositate le armi. Vi erano, infine, strutture di fondamentale importanza come il Valetudinarium (ospedale militare), l'Aedes (dove venivano poste le insegne e l'aquila), gli Horrea (granai), fabricae (fabbriche di armi) e in alcuni casi anche le terme, un carcer (prigione) ed (esterni alle mura del campo) un anfiteatro.

##### Edifici esterni alla fortezza
Attorno a questi centri militari, che in tempo di pace svolgevano l'importante ruolo di romanizzazione dei territori conquistati, si svilupparono importanti centri civili, chiamati canabae, in alcuni casi divenuti prima municipi e poi colonie. Queste strutture avevano così, oltre ad un prioritario ruolo militare, anche quello di diffondere la cultura e le leggi imperiali, oltre a promuovere i commerci con il mondo dei barbari lungo le frontiere dell'impero romano.

#### Forti di truppe ausiliarie: icastella

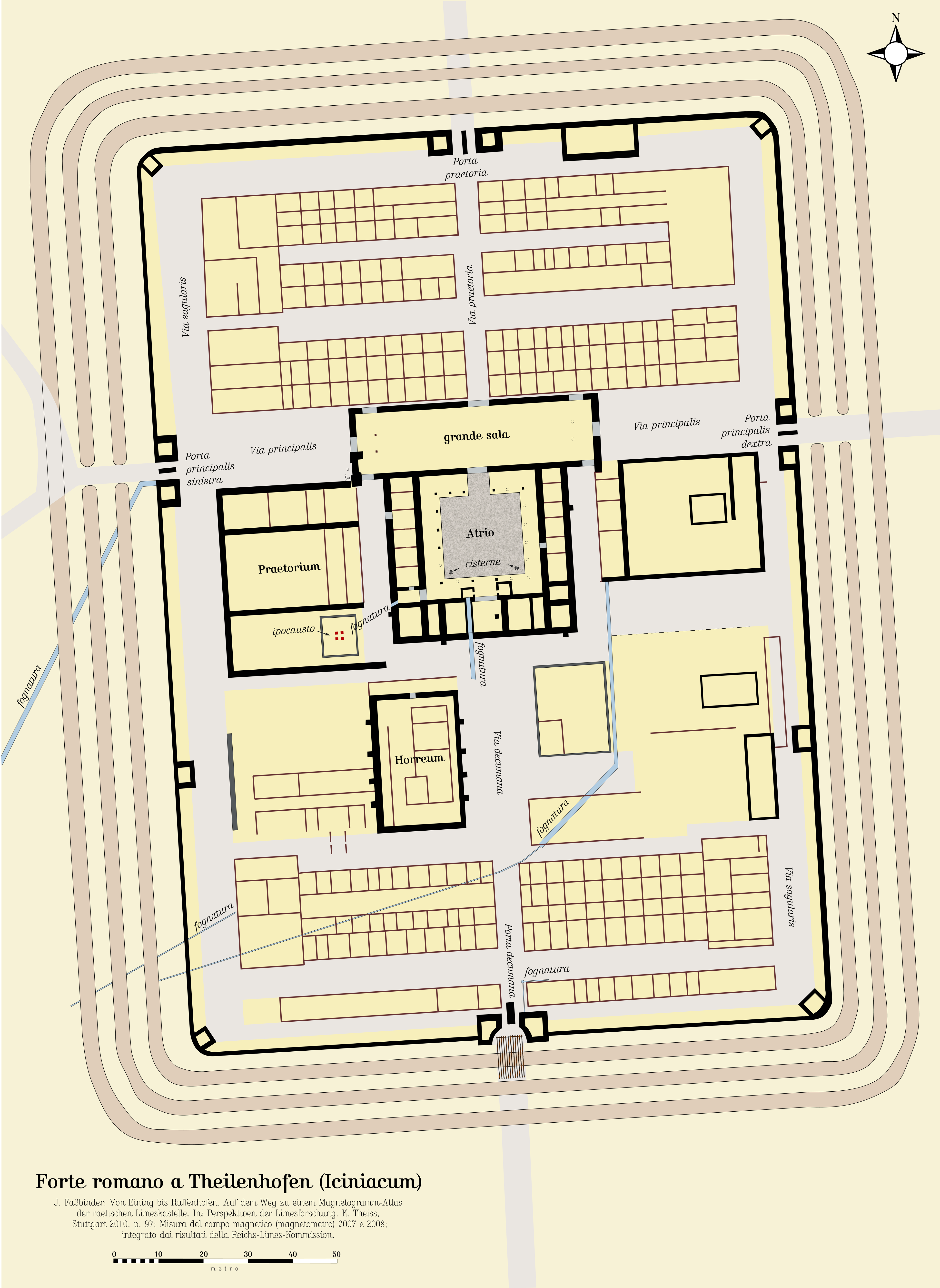
Pianta del castellum di Theilenhofen (Iciniacum), struttura tipica del periodo alto imperiale.

I forti delle unità ausiliarie (normalmente nominati castellum), che ricordiamo potevano contenere cohortes di fanteria o alae di cavalleria o cohortes equitatae (unità miste), avevano misure molto diverse le une dalle altre, a seconda anche che contenessero unità quingenariae (di 500 armati circa) o milliariae (di 1.000 armati circa). Ad esempio una cohors peditata quingenaria (500 fanti circa) veniva alloggiata in 1,2-1,5 ettari, mentre un'ala milliaria poteva necessitare di uno spazio molto ampio per alloggiare 1.000 armati e altrettanti cavalli (3,5-7 ettari, come a Porolissum).
Sebbene avessero dimensioni inferiori a quelle delle fortezze legionarie (vedi sopra), erano strutturate in modo analogo. Anche i forti ausiliari possedevano infatti i Principia (edifici amministrativi), il Praetorium (edificio del comandante, il praefectus di coorte o d'ala), i baraccamenti dei soldati ausiliari e dei loro ufficiali, le stalle per i cavalli, un Valetudinarium (ospedale militare) e gli Horrea (granai). A questi, in alcuni casi (soprattutto quando le unità erano milliariae), potevano aggiungere edifici termali, fabricae di armi, oltre ad un centro civile vicino.
Un tipico esempio di forte ausiliario che vale la pena visitare per apprezzarne la struttura (grazie a tutta una serie di ricostruzioni realizzate ai primi del Novecento), lo troviamo in Germania, a Saalburg, lungo il sistema di fortificazioni del limes germanico-retico.

## Campo tardo imperiale

grande forte della tarda antichità

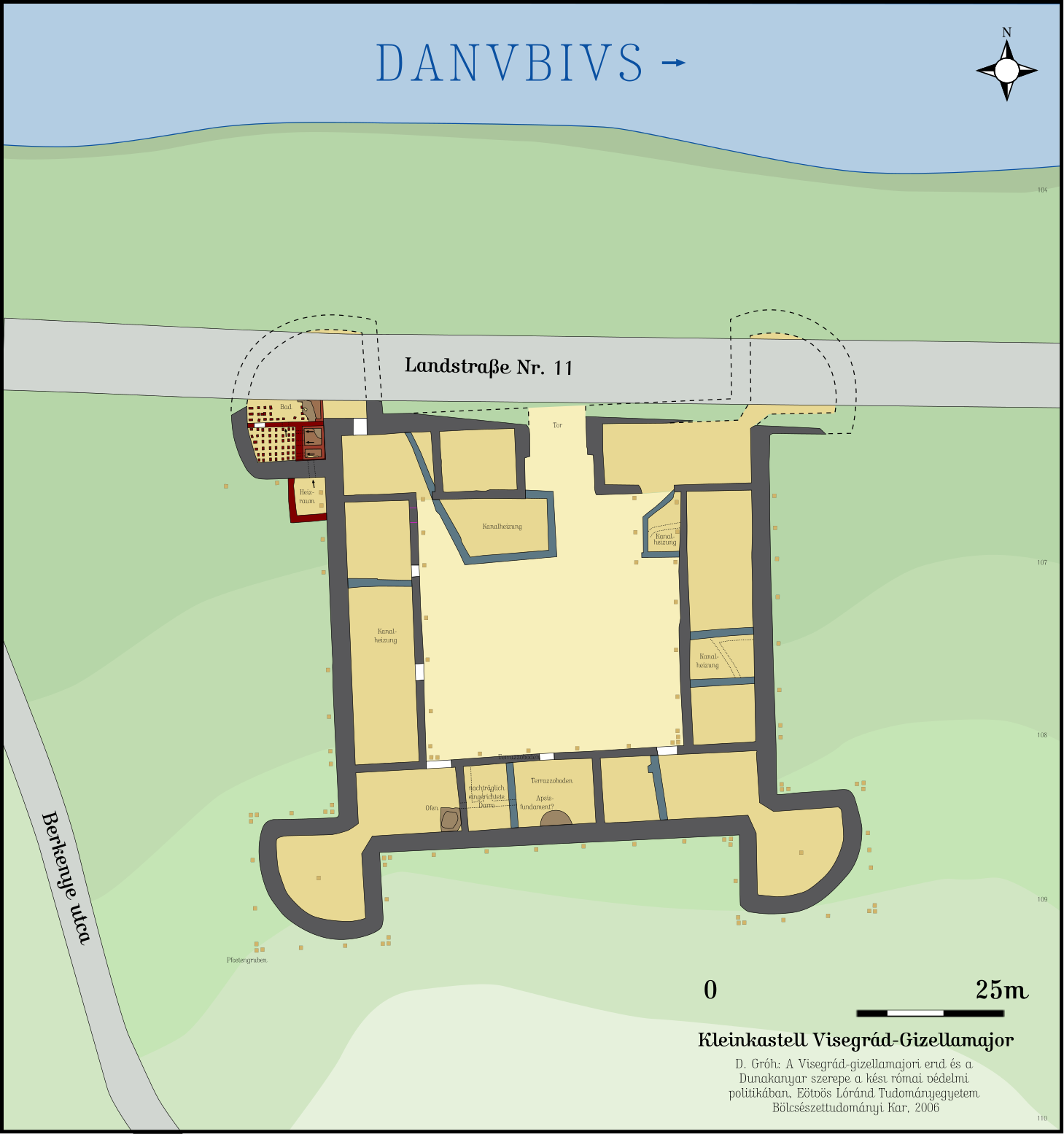
tipica struttura di forte ausiliario di epoca tardo imperiale.

Anche il sistema difensivo dei confini venne reso più elastico e "profondo": alla rigida difesa del vallum venne aggiunta una rete sempre più fitta di castella interni, collegati tra di loro da un più complesso sistema viario (un esempio su tutti: la strata Diocletiana in Oriente). In sostanza si passò da un sistema difensivo di tipo "lineare" ad uno "più profondo" (sebbene non nelle proporzioni generate dalla crisi del III secolo, quando Gallieno e gli imperatori illirici erano stati costretti dai continui "sfondamenti" del limes a far ricorso a "riserve" strategiche molto "interne" rispetto alle frontiere imperiali), che vide un notevole ampliamento dello "spessore" del limes, il quale fu esteso da una fascia interna del territorio imperiale ad una esterna, in Barbaricum, attraverso la costruzione di numerose "teste di ponte" fortificate (anche oltre i grandi fiumi Reno, Danubio ed Eufrate), avamposti con relative vie di comunicazione e strutture logistiche.
(Zosimo, Storia nuova, II, 34.1.)
Una conseguenza di questa trasformazione delle frontiere fu anche l'aumento della protezione delle nuove e vecchie strutture militari, che vennero adeguate alle nuove esigenze difensive (tale necessità non era così urgente nei primi due secoli dell'Impero romano, dedicati soprattutto alla conquista di nuovi territori). Le nuove fortezze cominciarono così ad essere costruite, o ricostruite, in modo più compatto nelle loro dimensioni (riducendone il perimetro complessivo), più solide nello spessore delle loro mura (in alcuni casi si passò da uno spessore di 1,6 metri a 3,4 metri, come nel caso della fortezza di Sucidava) e con un maggior utilizzo di torri esterne, per migliorarne la difesa.
Diocleziano, in sostanza, non solo intraprese una politica a favore dell'aumento degli effettivi, ma anche volta a migliorare e moltiplicare le costruzioni militari del periodo, sebbene queste ultime siano risultate, sulla base dei ritrovamenti archeologici, meno numerose di quanto non abbiano raccontato gli antichi e i moderni.

## Vita militare nelcastra
La vita del legionario romano iniziava con l'arruolamento, chiamato dilectus. Tale scelta era molto importante perché comportava l'ottenimento della cittadinanza romana per chi ancora non ne aveva i diritti. Le armi e armature erano poi fondamentali per ogni militare, ed era necessario un serio addestramento per utilizzarle, rispettando una ferrea disciplina.

## Dalcastramilitare alla città/colonia romana

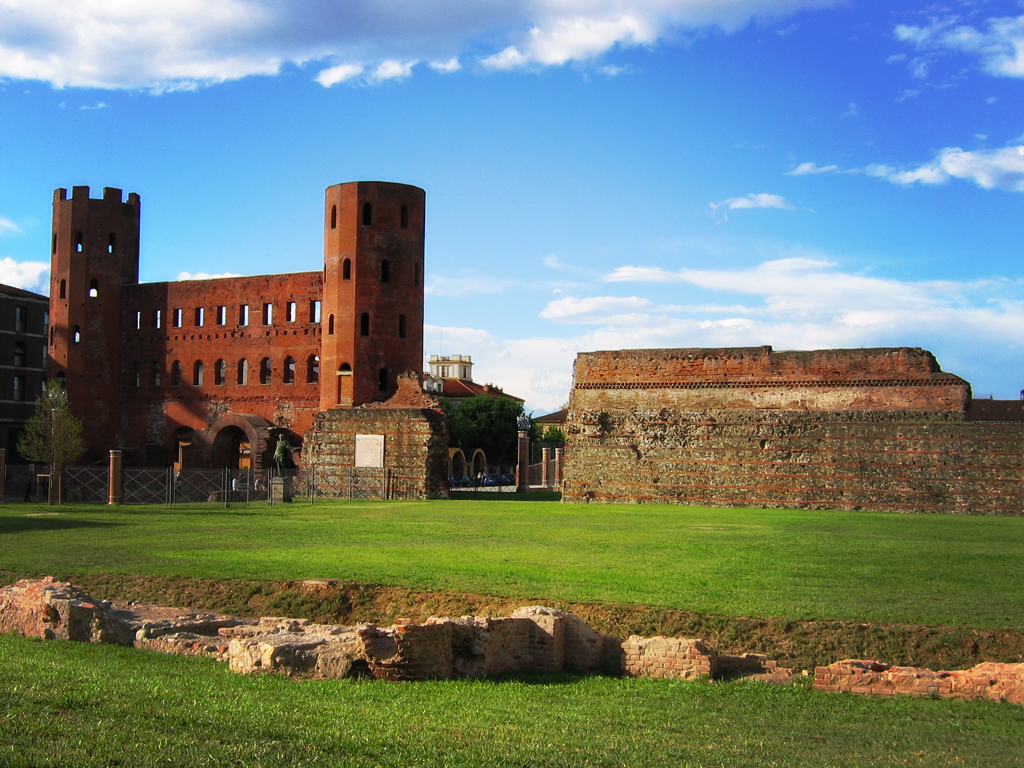
La Porta Palatina di Iulia Augusta Taurinorum (Torino), città costruita sulla pianta dell'antico castra militare.

Talvolta è successo che i castra stabili si siano evoluti nel tempo fino a diventare città.
Fra le città fondate a partire da un castro sono Torino, Como, Pavia, Belluno, Brescia (l'antico decumano massimo coincideva con l'odierna via Musei), Bologna (l'attuale via Emilia era il decumano massimo), Vicenza (l'odierno Corso Palladio era il decumano massimo), Potenza (l'odierna Via Pretoria indica già nel nome il percorso del decumano) e Firenze (l'accampamento di Florentia fu fondato come base per l'assedio di Fiesole, città etrusca ben difesa). In inglese la parola compare nel nome di numerose città in buona parte fondate a partire da un castro romano (spesso nella forma della terminazione chester): Chester, Lancaster, Manchester ecc.
Le grandi caserme, infine, che ospitavano i corpi militari stanziati a Roma (dalla guardia pretoriana ai vigiles, fino agli urbaniciani) erano anch'esse chiamate castra (vedi Castra di Roma antica).

## Ilcastrumnel medioevo
Dalla caduta dell'impero romano d'occidente il termine è rimasto in uso fino al basso medioevo per indicare un luogo fortificato, ovvero anche un abitato con fortificazioni. Castrum denota genericamente un centro giuridico e territoriale dotato di fisionomia propria, che lo distingue così dall'organizzazione più vasta della civitas come dai minori insediamenti del territorio (villa, terrae, burgus); criterî di distinzione sono il grado di giurisdizione riconosciuto per legge, privilegio, prescrizione acquisitiva o stato di fatto, ai magistrati preposti ai varî organismi territoriali, la sede episcopale, le mura e fossa per la civitas, la cinta fortificata per il castrum.

### Il castra bizantino
Il «castra bizantino» è identificato come un gruppo di case oppure torri affiancate l'una all'altra in modo da formare una corona fortificata; le mura esterne in pratica sono di fatto le pareti delle case. Si trattava di centri piccoli e razionali, concepiti soprattutto per avvistare il pericolo e per resistere temporaneamente ai raid dei nemici in attesa di aiuto (l’esercito bizantino era ancora legato alle strategie romane dove il grosso delle forze viveva nelle città e si spostava all’occorrenza).
Le fonti latine del VI secolo distinguono i centri fortificati dalle città definendoli castra, castella, burgi e turres. Procopio utilizza il termine φρούριον (phrourion/frurion), corrispondente a castellum, ma usato per indicare sia i castra sia i castella, mentre si è soliti ritrovare nelle fonti greche termini come Κάστρον e Kαστέλλιον.

### Ilcastrumnormanno
Nel corso della dominazione normanna, invece, l’elenco delle strutture fortificate demaniali corrisponde, tranne poche eccezioni, all’insieme degli antichi castra che la Corona mantiene fino al Duecento e di cui si preoccupa di curare, in tempi molto brevi, il recupero sia materiale che formale e giuridico, in modo da realizzare un’efficace rete di fortificazioni diffusa su tutto il territorio e particolarmente presente nei punti di maggiore interesse strategico.

### Il castrum basso-medioevale
Questa realtà prosegue senza grandi variazioni nel secolo successivo, in piena dominazione sveva, quando il castrum indica sempre più spesso il castello o la fortezza regia e sempre meno, come in passato, il complesso delle opere difensive di un insediamento, il borgo fortificato o, ancora, il semplice accampamento militare. Il termine castrum viene utilizzato in tutta l'Italia, ma il significato non è preciso ed eguale per tutti i territori.
Il castrum indica l'insediamento e le opere di fortificazione, non necessariamente il castellum, ma dal punto di vista tipologico, bastano un fossato ed un terrapieno (ma talvolta anche solo una cortina muraria) affinché l’area così munita possa essere definita castrum, anche se, rispetto agli esempi più antichi, si assiste alla sempre più diffusa introduzione di torri all’interno dei recinti fortificati.
Nel cortile interno è, inoltre, collocata spesso la fortezza signorile, la rocca, residenza della massima autorità locale o del suo vicario, nonché sede delle milizie e degli organi della sua curia.
Nei casi in cui il castrum designa, invece, un’area non munita - come in alcuni esempi siciliani dell’XI secolo - si assiste alla sua trasformazione in sobborgo del fortilizio e della zona più alta e protetta dell’abitato dai quali viene ben controllato e protetto.